# (200115) 1995 WR13
(200115) 1995 WR13 es un asteroide perteneciente al cinturón de asteroides, descubierto el 16 de noviembre de 1995 por el equipo del Spacewatch desde el Observatorio Nacional de Kitt Peak, Arizona, Estados Unidos.

## Designación y nombre
Designado provisionalmente como 1995 WR13.

## Características orbitales
1995 WR13 está situado a una distancia media del Sol de 2,553 ua, pudiendo alejarse hasta 2,952 ua y acercarse hasta 2,155 ua. Su excentricidad es 0,156 y la inclinación orbital 4,894 grados. Emplea 1490,76 días en completar una órbita alrededor del Sol.

## Características físicas
La magnitud absoluta de 1995 WR13 es 16,6.